# روبين سانشيز (لاعب كرة قدم)
روبين سانشيز (بالإسبانية: Rubén Sánchez Pérez-Cejuela) هو لاعب كرة قدم إسباني في مركز الهجوم، ولد في 25 نوفمبر 1994 في Sonseca ‏ في إسبانيا. لعب مع ريال سبورتينغ خيخون.

## وصلات خارجية
- روبين سانشيز (لاعب كرة قدم) على موقع قاعدة بيانات كرة القدم.إي يو (الإنجليزية)
- روبين سانشيز (لاعب كرة قدم) على موقع Soccerway.com (الإنجليزية)